# Iwa Młodnicka

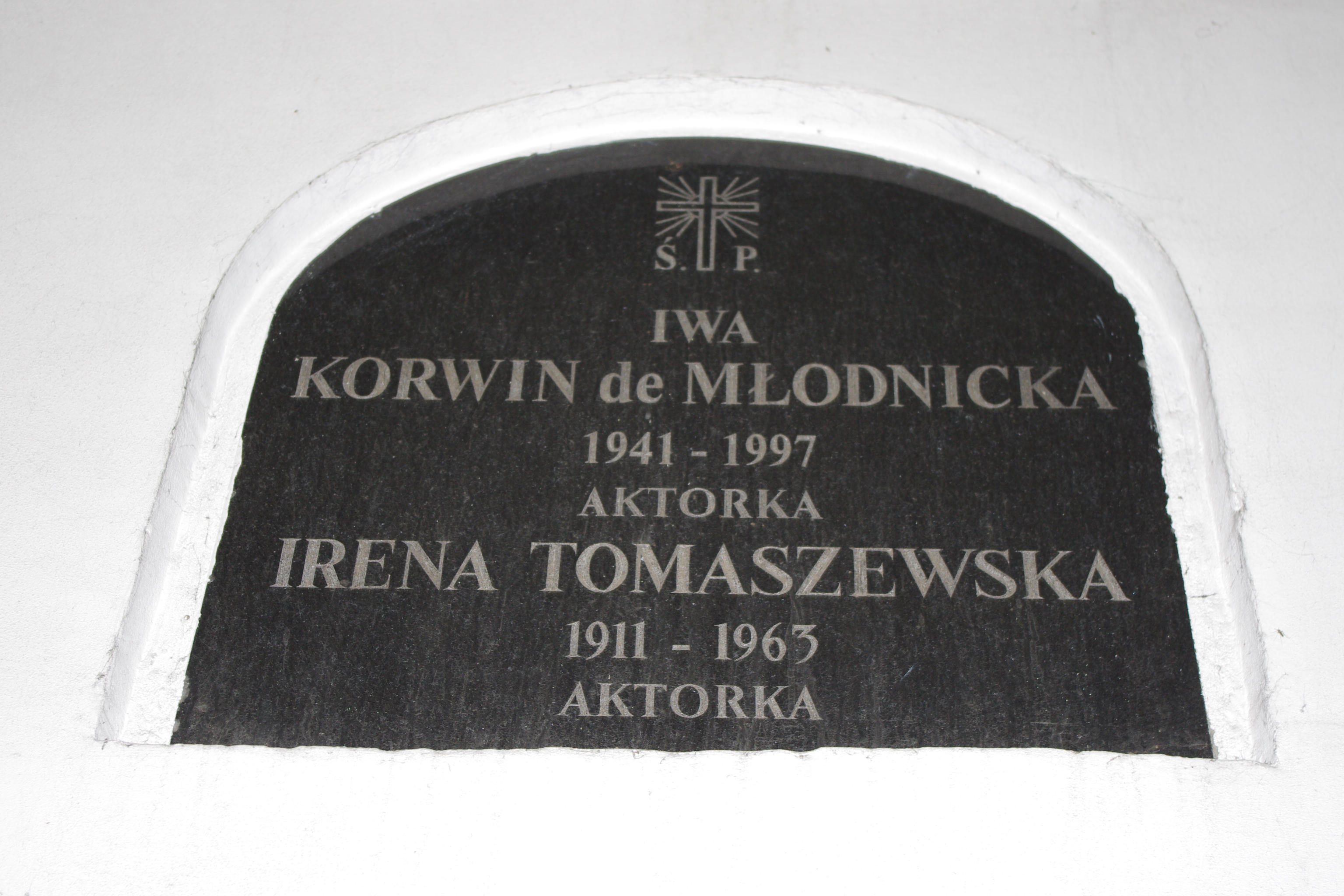
Grób aktorki Iwy Młodnickiej w katakumbach na Starych Powązkach w Warszawie

Iwa Młodnicka, właśc. Iwa Korwin de Młodnicka (ur. 5 września 1941 w Częstochowie, zm. 15 kwietnia 1997 w Warszawie) – polska aktorka filmowa i teatralna.

## Życiorys
W 1963 ukończyła studia na PWST w Warszawie. W latach 1963–1964 występowała w Teatrze Śląskim im. Stanisława Wyspiańskiego, a latach 1965–1974 w Teatrze Klasycznym w Warszawie i Studio (po zmianie nazwy). Od 1974 do 1978 była aktorką Teatru Rozmaitości w Warszawie. Od 1979 do 1980 występowała w Teatrze Polskim w Warszawie, a w latach 1982–1984 ponownie w Teatrze Rozmaitości. W latach 1986–1989 była aktorką Teatru na Targówku w Warszawie.
Córka aktora Artura Młodnickiego i aktorki Ireny Tomaszewskiej. Pochowana w katakumbach na Starych Powązkach (rząd 106-3).

## Filmografia

### Filmy
- 1967: Morderca zostawia ślad – jako Gośka
- 1965: Wystrzał – jako Masza
- 1963: Rozwodów nie będzie – jako Ela, koleżanka Basi
- 1963: Pamiętnik pani Hanki – jako Muszka Zdrojewska

### Seriale
- 1984: 5 dni z życia emeryta (gościnnie)
- 1984: Przybłęda – matka Joanny
- 1970: Przygody psa Cywila – jako lekarka (odc. 6 W puszczy)
- 1967–1968: Stawka większa niż życie – jako Ewa Fromm (odc. 7 Podwójny nelson)

Źródło: Filmpolski.pl.